# Windows-1251
Windows-1251 (conosciuto anche come CP-1251) è un famoso sistema di codifica di caratteri a 8-bit progettato per essere adoperato con le lingue che utilizzano l'alfabeto cirillico come il russo, il bulgaro, il serbo cirillico ed altre. Ad oggi è il sistema più utilizzato per codificare il bulgaro, il serbo ed il macedone, tanto che, a novembre 2016, l'1,7% di tutti i siti web utilizzava questo sistema di codifica, il che lo rende il terzo sistema più utilizzato, preceduto solo dall'ISO-8859-1 e dall'UTF-8.
Il Windows-1251 e il KOI8-R (o la sua variante ucraina KOI8-U) sono molto più utilizzati dell'ISO 8859-5, che in effetti non ha mai trovato grande utilizzo, ma oggi, nella stragrande maggioranza degli utilizzi moderni, viene loro preferito l'Unicode.

## Tabella
La seguente tabella mostra il sistema di codifica Windows-1251. Ogni carattere è rappresentato al centro della cella con il suo equivalente Unicode in alto e il suo codice decimale in basso.
|  | Caratteri di controllo   |  | Punteggiatura          |
|  | Cifre numeriche          |  | Caratteri alfabetici   |
|  | Caratteri internazionali |  | Caratteri non definiti |
|  | Caratteri grafici        |  | Punteggiatura estesa   |

|    | -0            | -1          | -2          | -3          | -4          | -5          | -6          | -7          | -8          | -9         | -A          | -B          | -C          | -D           | -E         | -F           |
| -- | ------------- | ----------- | ----------- | ----------- | ----------- | ----------- | ----------- | ----------- | ----------- | ---------- | ----------- | ----------- | ----------- | ------------ | ---------- | ------------ |
| 0- | 0000 NUL 0    | 0001 SOH 1  | 0002 STX 2  | 0003 ETX 3  | 0004 EOT 4  | 0005 ENQ 5  | 0006 ACK 6  | 0007 BEL 7  | 0008 BS 8   | 0009 HT 9  | 000A LF 10  | 000B VT 11  | 000C FF 12  | 000D CR 13   | 000E SO 14 | 000F SI 15   |
| 1- | 0010 DLE 16   | 0011 DC1 17 | 0012 DC2 18 | 0013 DC3 19 | 0014 DC4 20 | 0015 NAK 21 | 0016 SYN 22 | 0017 ETB 23 | 0018 CAN 24 | 0019 EM 25 | 001A SUB 26 | 001B ESC 27 | 001C FS 28  | 001D GS 29   | 001E RS 30 | 001F US 31   |
| 2- | 0020 SP 32    | 0021 ! 33   | 0022 " 34   | 0023 # 35   | 0024 $ 36   | 0025 % 37   | 0026 & 38   | 0027 ' 39   | 0028 ( 40   | 0029 ) 41  | 002A * 42   | 002B + 43   | 002C , 44   | 002D - 45    | 002E . 46  | 002F / 47    |
| 3- | 0030 0 48     | 0031 1 49   | 0032 2 50   | 0033 3 51   | 0034 4 52   | 0035 5 53   | 0036 6 54   | 0037 7 55   | 0038 8 56   | 0039 9 57  | 003A : 58   | 003B ; 59   | 003C < 60   | 003D = 61    | 003E > 62  | 003F ? 63    |
| 4- | 0040 @ 64     | 0041 A 65   | 0042 B 66   | 0043 C 67   | 0044 D 68   | 0045 E 69   | 0046 F 70   | 0047 G 71   | 0048 H 72   | 0049 I 73  | 004A J 74   | 004B K 75   | 004C L 76   | 004D M 77    | 004E N 78  | 004F O 79    |
| 5- | 0050 P 80     | 0051 Q 81   | 0052 R 82   | 0053 S 83   | 0054 T 84   | 0055 U 85   | 0056 V 86   | 0057 W 87   | 0058 X 88   | 0059 Y 89  | 005A Z 90   | 005B [ 91   | 005C \ 92   | 005D ] 93    | 005E ^ 94  | 005F _ 95    |
| 6- | 0060 ` 96     | 0061 a 97   | 0062 b 98   | 0063 c 99   | 0064 d 100  | 0065 e 101  | 0066 f 102  | 0067 g 103  | 0068 h 104  | 0069 i 105 | 006A j 106  | 006B k 107  | 006C l 108  | 006D m 109   | 006E n 110 | 006F o 111   |
| 7- | 0070 p 112    | 0071 q 113  | 0072 r 114  | 0073 s 115  | 0074 t 116  | 0075 u 117  | 0076 v 118  | 0077 w 119  | 0078 x 120  | 0079 y 121 | 007A z 122  | 007B { 123  | 007C \| 124 | 007D } 125   | 007E ~ 126 | 007F DEL 127 |
| 8- | 0402 Ђ 128    | 0403 Ѓ 129  | 201A ‚ 130  | 0453 ѓ 131  | 201E „ 132  | 2026 … 133  | 2020 † 134  | 2021 ‡ 135  | 20AC € 136  | 2030 ‰ 137 | 0409 Љ 138  | 2039 ‹ 139  | 040A Њ 140  | 040C Ќ 141   | 040B Ћ 142 | 040F Џ 143   |
| 9- | 0452 ђ 144    | 2018 ‘ 145  | 2019 ’ 146  | 201C “ 147  | 201D ” 148  | 2022 • 149  | 2013 – 150  | 2014 — 151  | 152         | 2122 ™ 153 | 0459 љ 154  | 203A › 155  | 045A њ 156  | 045C ќ 157   | 045B ћ 158 | 045F џ 159   |
| A- | 00A0 NBSP 160 | 040E Ў 161  | 045E ў 162  | 0408 Ј 163  | 00A4 ¤ 164  | 0490 Ґ 165  | 00A6 ¦ 166  | 00A7 § 167  | 0401 Ё 168  | 00A9 © 169 | 0404 Є 170  | 00AB « 171  | 00AC ¬ 172  | 00AD SHY 173 | 00AE ® 174 | 0407 Ї 175   |
| B- | 00B0 ° 176    | 00B1 ± 177  | 0406 І 178  | 0456 і 179  | 0491 ґ 180  | 00B5 µ 181  | 00B6 ¶ 182  | 00B7 · 183  | 0451 ё 184  | 2116 № 185 | 0454 є 186  | 00BB » 187  | 0458 ј 188  | 0405 Ѕ 189   | 0455 ѕ 190 | 0457 ї 191   |
| C- | 0410 А 192    | 0411 Б 193  | 0412 В 194  | 0413 Г 195  | 0414 Д 196  | 0415 Е 197  | 0416 Ж 198  | 0417 З 199  | 0418 И 200  | 0419 Й 201 | 041A К 202  | 041B Л 203  | 041C М 204  | 041D Н 205   | 041E О 206 | 041F П 207   |
| D- | 0420 Р 208    | 0421 С 209  | 0422 Т 210  | 0423 У 211  | 0424 Ф 212  | 0425 Х 213  | 0426 Ц 214  | 0427 Ч 215  | 0428 Ш 216  | 0429 Щ 217 | 042A Ъ 218  | 042B Ы 219  | 042C Ь 220  | 042D Э 221   | 042E Ю 222 | 042F Я 223   |
| E- | 0430 а 224    | 0431 б 225  | 0432 в 226  | 0433 г 227  | 0434 д 228  | 0435 е 229  | 0436 ж 230  | 0437 з 231  | 0438 и 232  | 0439 й 233 | 043A к 234  | 043B л 235  | 043C м 236  | 043D н 237   | 043E о 238 | 043F п 239   |
| F- | 0440 р 240    | 0441 с 241  | 0442 т 242  | 0443 у 243  | 0444 ф 244  | 0445 х 245  | 0446 ц 246  | 0447 ч 247  | 0448 ш 248  | 0449 щ 249 | 044A ъ 250  | 044B ы 251  | 044C ь 252  | 044D э 253   | 044E ю 254 | 044F я 255   |
|    | -0            | -1          | -2          | -3          | -4          | -5          | -6          | -7          | -8          | -9         | -A          | -B          | -C          | -D           | -E         | -F           |

Nella tabella soprastante, il corrispettivo del codice Unicode 20 è il carattere spazio, di A0 è lo spazio unificatore e di AD è il trattino leggero.